# Dolichopeza (Nesopeza) volupta
Dolichopeza (Nesopeza) volupta is een tweevleugelige uit de familie langpootmuggen (Tipulidae). De soort komt voor in het Oriëntaals gebied.